# Лунка (Петирладжеле, Бузеу)
Лунка (рум. Lunca) — село у повіті Бузеу в Румунії. Адміністративно підпорядковане місту Петирладжеле.
Село розташоване на відстані 97 км на північ від Бухареста, 40 км на північний захід від Бузеу, 131 км на захід від Галаца, 70 км на південний схід від Брашова.

## Населення
За даними перепису населення 2002 року у селі проживали 427 осіб, усі — румуни. Усі жителі села рідною мовою назвали румунську.